# ولکانو (هاوایی)
ولکانو (به انگلیسی: Volcano) یک منطقهٔ مسکونی در ایالات متحده آمریکا است که در شهرستان هاوایی واقع شده‌است. ولکانو ۱۵۱٫۷ کیلومتر مربع مساحت و ۲٬۵۷۵ نفر جمعیت دارد و ۱٬۱۴۳ متر بالاتر از سطح دریا واقع شده‌است.